# Zio Boris
Zio Boris è una serie a fumetti umoristica a strisce ideata da Alfredo Castelli e disegnata da Carlo Peroni; è stata la seconda striscia umoristica, dopo Sturmtruppen di Bonvi, a essere pubblicata regolarmente in Italia. La serie narra le avventure di uno scienziato pazzo, zio Boris, assistito nei suoi esperimenti da un lupo mannaro, un vampiro e un teschio volante. Vi si trovano citazioni della Famiglia Addams e di film horror degli anni trenta oltre a satira di eventi contemporanei.

## Storia editoriale
La serie venne ideata da Alfredo Castelli nel 1964 ma incominciò a essere realizzata solo nel 1970 quando esordì sulla rivista Horror edita da Gino Sansoni.
Nel 1971 tutta la produzione di strisce già pubblicate sulla rivista e un altro centinaio ancora inedite vennero raccolte e pubblicate nel volume Zio Boris, pubblicato dalla New Time. Nel 1972 venne ripresa la pubblicazione delle strisce sul Corriere dei Ragazzi, disegnate stavolta da Daniele Fagarazzi. Successivamente le strisce vennero pubblicate anche sui quotidiani Gazzetta del Popolo e Corriere d'Informazione e nelle riviste Tilt, Cucciolo e Doctor Beruscus.
Nel 1982 Silver realizzò una nuova edizione della serie rinominandola "La vecchia casa oscura" ridisegnandone 24 strisce e una tavola modificando qualche battuta con l'intenzione di pubblicarlo inizialmente negli USA ma poi non se ne fece nulla; questa nuova edizione venne poi pubblicata in Italia dall'Editoriale Corno su Il mensile di Lupo Alberto dal 1983 al 1984.
Nel 2013 è stato pubblicato un volume dalla Panini Comics, Zio Boris. L'integrale, che raccoglie l'intera produzione.